# Carlos Fragateiro
Carlos Manuel Branco Nogueira Fragateiro (Porto, 1951) é um encenador e professor português.
Bacharelou-se em Teatro, na Escola Superior de Teatro e Cinema de Lisboa (ex-Escola de Teatro do Conservatório Nacional), em 1976; obteve uma maîtrise em Educação, vertente de Expressão Dramática, na Universidade de Montreal, em 1988; doutorou-se em Ciências e Tecnologias da Comunicação, na Universidade de Aveiro, em 2001.
Foi professor do Magistério Primário e é professor auxiliar do Departamento de Comunicação e Arte da Universidade de Aveiro, desde 2001.
Desempenhou funções como diretor artístico do Teatro Experimental de Leiria, entre 1981 e 1987, da Companhia de Teatro de Aveiro, de 1995 a 1996, do Teatro da Trindade, entre 1997 e 2006, e do Teatro Nacional D. Maria II, entre 2006 e 2008. Também foi vice-presidente do INATEL, entre 1996 e 1999.
Autor de vários artigos, dirigiu o Suplemento Juvenil do jornal A República, entre 1973 e 1974. Também colaborou na revista Arte Opinião (1978-1982).